# Haijan tájfun (2013)
A Haijan tájfun (más néven: Yolanda) 2013 novemberében Délkelet-Ázsiában pusztító trópusi ciklon. Ezt a tájfunt tartják az egyik legerősebb ilyen meteorológiai képződménynek azóta, mióta időjárás-vizsgáló állomások léteznek. A Dvorak-skála szerint, melynek maximuma eredetileg 8,0, a Haijan 8,1-es értéket ért el.

## Neve
A hajjan szó egy tengeri viharmadár-alfaj mandarin nyelvű elnevezése. Eredeti jelentése viharos szél.

## Mikronézia és Palau
A Joint Typhoon Warning Center november 2-án egy alacsony nyomású területet figyelt meg Mikronézia térségében, az akkori előrejelzés szerint 72 órán belül trópusi vihar alakul ki. A Japán Meteorológiai Szolgálat is november 2-án regisztrálta a vihar kialakulását.
A trópusi vihar november 5-én erősödött tájfunná. Ekkor már Mikronéziánál 2-es kategóriájúra erősödött, az erősebb széllökések 200 km/h környékén voltak.  Helyi idő szerint november 6-án este, illetve 7-én hajnalban a tájfun Palau szigeténél járt, 310 km/h-s széllökésekkel.

## Fülöp-szigetek
November 7-én a koordinált világidő szerinti 12 órakor  a széllökések 235 km/h sebességűek voltak, a „vihar szemében” a légnyomás 895 mbar (hPa) volt. Ez volt a második legerősebb vihar, az 1979-es Tip tájfun után (míg a Patricia 2015-ben meg nem előzte).
A tájfun november 8-án, helyi idő szerint reggel érte el a Fülöp-szigeteket. Ezt megelőzően 100 000 embert telepítettek ki az otthonából, de további 25 millió él az országnak abban a részében, melyet a tájfun pusztítása érinthet. A tájfun eddigi legerősebb széllökéseit 380 km/h sebességűnek mérték.
Tacloban városát súlyos károk érték, a Daniel Z. Romualdez repülőtér használhatatlanná vált. A világ számos országából ajánlottak fel segélyeket.

## Vietnám
A forgószél továbbhaladt nyugatra a Dél-kínai-tenger fölött. November 10-én a koordinált világidő szerinti 21 órakor trópusi viharként partot ért a vietnámi Hải Phòng városánál 110 km/h-s széllökésekkel.

## Galéria

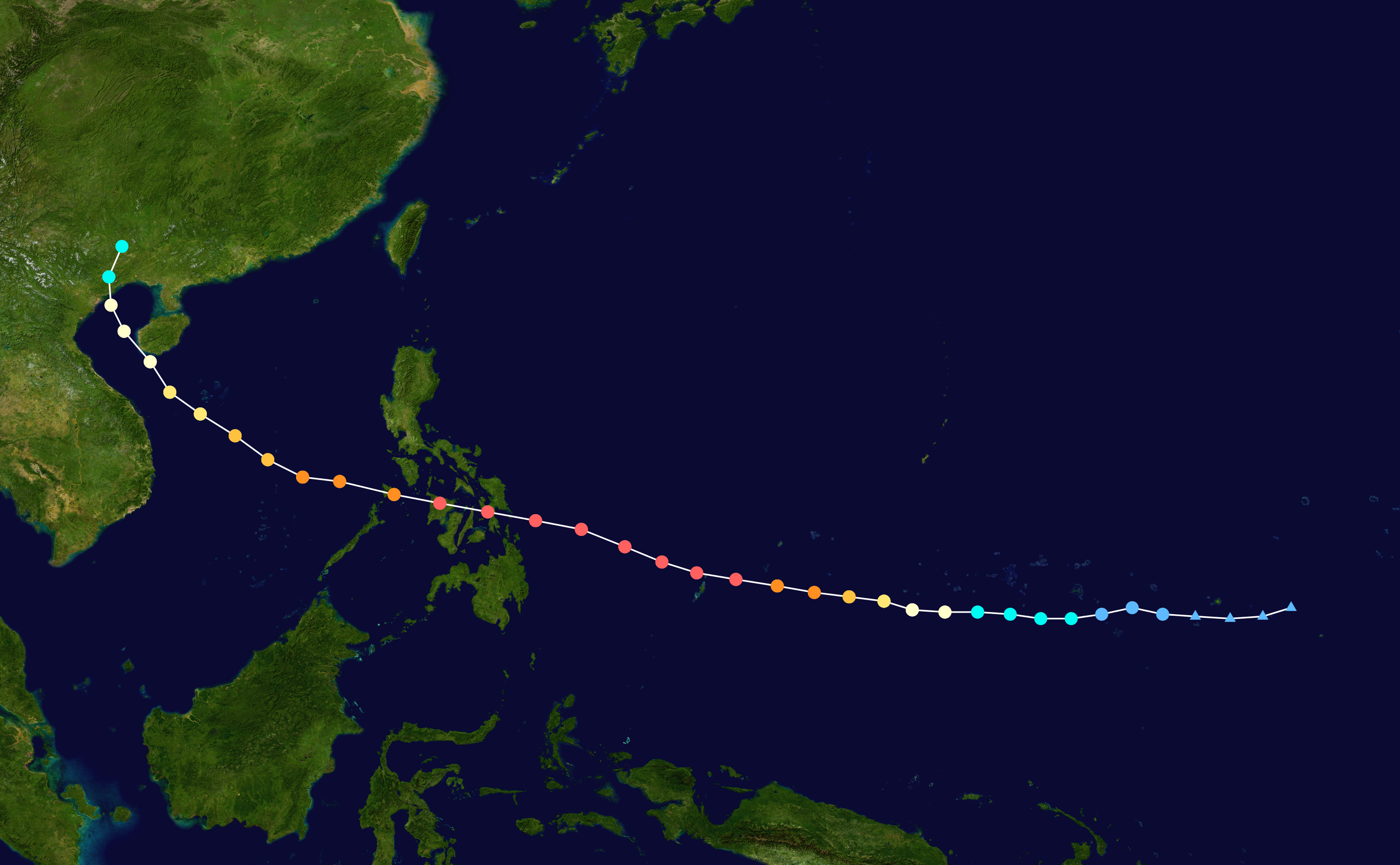
A Haijan útja
Műholdfelvétel a Haijan tájfunról
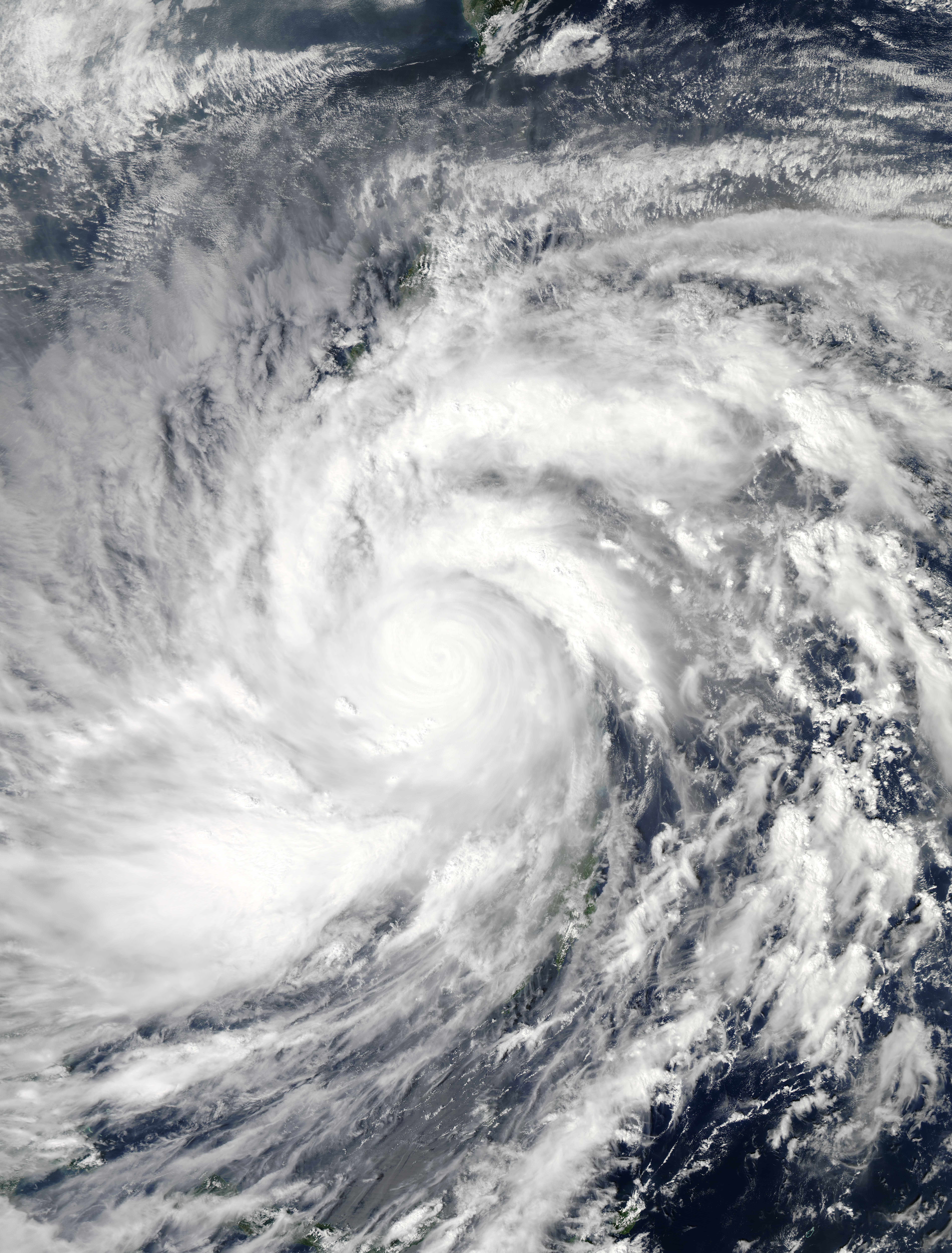
A Haijan tájfun a Fülöp-szigeteknél 2013. november 8-án